# Quasi (muziek)
Quasi (Italiaans voor bijna, een soort van) is een Italiaanse muziekterm en wordt toegevoegd aan een andere muzikale aanwijzing. Dit kunnen zowel dynamische als tempo-aanwijzingen zijn. Als het wordt gebruikt in combinatie met een dynamische aanwijzing (zoals quasi forte), is het de bedoeling dat men bijna deze sterkte speelt, maar iets afgezwakt. In het geval van forte is dat net iets minder sterk. In combinatie met een tempo-aanwijzing is het ook een lichte afzwakking. In het geval van bijvoorbeeld quasi allegretto is dit een lichte verlangzaming van het tempo. Gebruik in combinatie met een voordrachtsaanwijzing komt zelden voor, maar is wel mogelijk. In dat geval betreft het wederom een toevoeging die de mate waarin de aanwijzing tot uitdrukking moet komen, relativeert.  

## Andere toevoegingen aan een tempo-aanduiding
- molto, assai (zeer)
- vivace, con brio, vivo (levendig)
- mosso (levendig, bewogen)
- un poco, (een beetje)
- poco a poco (beetje bij beetje, langzamerhand)
- moderato (gematigd)
- meno (minder)
- più (meer)
- troppo (te veel)
- allegro assai (zeer snel)